# 구루렉
구루렉(གུང་རུ་ལེགས།)은 토번의 제13대 짼뽀이다.
| 전임 데쇼렉 | 제13대 토번국 짼뽀 | 후임 둥찌렉 |